# Еміліо Феррері
Еміліо Феррері (італ. Emilio Ferreri, 29 грудня 1894, Рим - 27 серпня 1981, Рим) - італійський адмірал, начальник генерального  штабу ВМС Італії протягом 1948-1955 років.

## Біографія
Еміліо Феррері народився 29 грудня 1894 року у Римі. У 1911 році вступив до Військово-морської академії в Ліворно, яку закінчив у 1914 році в званні гардемарина. Ще будучи курсантом, брав участь в італійсько-турецькій війні 1911-1912 років.
Під час Першої світової війни ніс службу на лінкорі «Джуліо Чезаре» та лідері есмінців «Спарвіеро», за що був нагороджений хрестом «За військову доблесть». У 1917 році отримав звання лейтенанта.

### Міжвоєнний період
У 1920 році ніс службу на борту крейсера «Етна». Відзначився під час міжнародної місії в Новоросійськ, коли корабель потрапив під вогонь радянської артилерії, за що був нагороджений Срібною медаллю «За військову доблесть».
У 1924 році командував підводним човном «F6». Отримавши звання капітана III рангу, протягом 1928-1929 років командував  есмінцем «Остро». Отримавши звання капітана I рангу, командував крейсерами «Фіуме» та «Зара». Протягом 1935-1937 років був військово-морським аташе в посольстві Італії у Франції. Повернувшись до Італії, протягом 1937-1939 років був начальником штабу I ескадри.

### Друга світова війна
Після вступу Італії у Другу світову війну (10 червня 1940 року) був призначений керівником Департаменту захисту торгового трафіку у міністерстві військово-морського флоту. У листопаді 1940 року отримав звання контр-адмірала. У січні 1942 року був призначений начальником штабу командувача надводних сил флоту. У липні 1942 року отримав звання дивізійного адмірала.
У травні 1943 року був переведений на службу до Верховного командування флотом. За цей період був удостоєний звання кавалера Військового ордена Італії та нагороджений другим хрестом «За військові заслуги».
30 липня 1943 року міністр військово-морських сил Раффаеле де Куртен призначив Еміліо Феррері секретарем міністерства. Після Капітуляції Італії 8 серпня 1943 року Еміліо Феррері протягом 14-30 вересня був комісаром військово-морських сил відритого міста Рим. Він відмовився від співпраці з Італійською соціальною республікою і передав посаду адміралу Маріо Фаланголі, що вирішив співпрацювати з німцями, натомість очолив «Таємний військовий рух опору» (італ. Fronte militare clandestino), координуючи діяльність різних підпільних груп опору. Після звільнення Риму був нагороджений Срібною медаллю «За військову доблесть».
З серпня 1944 по жовтень 1946 року був командувачем сил крейсерів (флагманський корабель - «Еудженіо ді Савойя»)

### Післявоєнний період
1 січня 1947 року Еміліо Феррері отримав звання ескадреного адмірала. 4 листопада 1948 року був призначений начальником Генерального штабу ВМС Італії і перебував на цій посаді до 10 серпня 1955 року. Він присвятив всю свою енергію реорганізації ВМС Італії, що зазнали серйозних втрат під час війни, заклавши основи для наступної роботи з оновлення та реконструкції, яку продовжуватимуть його наступники. Зокрема, під його керівництвом була здійснена «Програма 1950» (італ. Programma 1950) - перша програма військово-морських сил після війни.
Помер у Римі 27 серпня 1981 року.

## Нагороди
- Кавалер Військового ордена Італії
- Хрест «За військові заслуги»
- Хрест «За військову доблесть» (нагороджений двічі)
- Срібна медаль «За військову доблесть» (нагороджений двічі)
- Великий офіцер Ордена Корони Італії
- Офіцер Ордена Святих Маврикія та Лазаря
- Великий офіцер Ордена «За заслуги перед Італійською Республікою»
- Кавалер Великого хреста Ордена «За заслуги перед Італійською Республікою»